# Markotów Mały
Markotów Mały est une localité polonaise de la gmina de Wołczyn, située dans le powiat de Kluczbork en voïvodie d'Opole.